# بحيرة مرمرة
بحيرة مرمرة (بالتركية: Marmara Gölü) هي بحيرة في مقاطعة مانيسا، غرب تركيا، تحدها جولمارمارا من الشمال الغربي. تعد مصدرًا مهمًا لصيد الأسماك والري ومنطقة مهمة للطيور.